# Oskar-Patzelt-Stiftung
Die Oskar-Patzelt-Stiftung ist eine Stiftung, die seit 1998 existiert und sich laut Eigendarstellung der Förderung der Erziehung sowie der Volks- und Berufsausbildung widmet.
Stifter ist Helfried Schmidt. Namensgeber der Stiftung ist Oskar Patzelt (1919–2022), der Schwiegervater des Stifters. Er wirkte als Chefarzt für Innere Medizin im Kreiskrankenhaus Wurzen. Entsprechend seinem Leitspruch „Vor die Therapie stellten die Götter die Diagnose“, was vor allem den Zusammenhang von Unternehmergeist und Marktanalyse betont, lobt die Stiftung als NGO und NPO jährlich den Wirtschaftspreis Großer Preis des Mittelstandes aus. Für dieses gesellschaftliche Engagement erhielten die beiden Vorstände Helfried Schmidt und Petra Tröger 2008 bzw. 2016 den Bundesverdienstorden.

## Organisation und Wirkung
Die Gremien der Stiftung arbeiten ehrenamtlich. Inklusive der ca. 50 regionale Servicestellen und 13 Jurys mit insgesamt rund 100 Juroren sind mehr als 200 Ehrenamtliche aktiv. Zum Präsidium der Stiftung gehören unter anderem Wolfgang Böhmer, Ralf Christoffers, Wolfgang Reinhart oder Dagmar Schipanski. Die jährlichen Gesamtleistungen von circa 1,8 Millionen Euro sind privat finanziert.
Seit 2002 wird der Wettbewerb "Großer Preis des Mittelstandes" bundesweit ausgeschrieben. Der Wettbewerb ist mit jährlich knapp 5000 nominierten Firmen seit Jahren der resonanzstärkste Wirtschaftswettbewerb Deutschlands. Er hat bundesweite Wirkungen und Nachahmungen ausgelöst. So hat die IHK Bonn hat in Kooperation mit der Oskar-Patzelt-Stiftung einen regionalen "Ludwig" geschaffen. Viele andere Wettbewerbe, wie zum Beispiel der Unternehmenspreis der Sächsischen Zeitung oder MUT – Mittelstand und Thüringen – der Unternehmerwettbewerb der thüringischen Tageszeitungen, haben Ausschreibung und Bewertungskriterien ihrer Wettbewerbe deutlich an die Vorlagen der Oskar-Patzelt-Stiftung angelehnt. Die Welt schrieb im Jahr 2009: „Der von der Oskar-Patzelt-Stiftung vergebene 'Große Preis des Mittelstandes' ist deutschlandweit die begehrteste Wirtschaftsauszeichnung.“ Auch im Tatort und anderen Fernsehsendungen sowie als Schulbuchinhalt hat die Oskar-Patzelt-Stiftung Wirkungen erzielt. "Der „Große Preis des Mittelstandes“ ist ein Aushängeschild für die angesehene Marke „Made in Germany“", sagte der brandenburgische Wirtschaftsminister Albrecht Gerber.

## Das PT-Magazin
Das PT-Magazin – für Wirtschaft und Gesellschaft entstand 2005 aus einem regionalen Vorgängerblatt. Neben dem Online-Auftritt erscheint das Printmedium sechsmal im Jahr und wird mit einer Auflage von 40.000 Stück bundesweit vertrieben. Die Zeitschrift ist offizielles Magazin des Wettbewerbes Großer Preis des Mittelstandes und widmet sich neben ökonomisch-unternehmerischen Thematiken auch zukünftigen und bereits ausgezeichneten Preis-Trägern.

## Rechtsstreit um den Namen des Preises und der Stiftung
Bis 2005 lobte die Stiftung den Preis OSKAR für den Mittelstand aus. Der Name OSKAR wurde 1996 beim Deutschen Patent- und Markenamt (DPMA) als Marke angemeldet. Bereits 1997 kam es zu Unstimmigkeiten mit der Academy of Motion Picture Arts and Sciences (AMPAS), die durch die Verleihung des Academy Awards (Oscar) bekannt ist. Wegen befürchteter Verwechslungsgefahr klagte die Academy gegen die Stiftung. Der Rechtsstreit dauerte sieben Jahre und endete nach einer außergerichtlichen Vereinbarung im Februar 2005, in deren Folge der ausgelobte Wirtschaftspreis in Großer Preis des Mittelstandes und die Stiftung in Oskar-Patzelt-Stiftung umbenannt wurde.